# Vučadelce
Vučadelce (izvirno srbsko Вучаделце) je naselje v Srbiji, ki upravno spada pod Občino Surdulica; slednja pa je del Pčinjskega upravnega okraja.

## Demografija
V naselju živi 48 polnoletnih prebivalcev, pri čemer je njihova povprečna starost 61,2 let (57,2 pri moških in 64,8 pri ženskah). Naselje ima 25 gospodinjstev, pri čemer je povprečno število članov na gospodinjstvo 2,00.
To naselje je, glede na rezultate popisa iz leta 2002, večinoma srbsko.
|  |

| Demografija | Demografija     | Demografija     |
| Leto        | Št. prebivalcev | Št. prebivalcev |
| ----------- | --------------- | --------------- |
|             |                 |                 |
|             |                 |                 |
|             |                 |                 |
|             |                 |                 |
| 1948        | 366             |                 |
| 1953        | 486             |                 |
| 1961        | 423             |                 |
| 1971        | 325             |                 |
| 1981        | 188             |                 |
| 1991        | 112             | 111             |
| 2002        | 50              | 50              |
|             |                 |                 |

| Etnična sestava po popisu iz leta 2002 | Etnična sestava po popisu iz leta 2002 | Etnična sestava po popisu iz leta 2002 | Etnična sestava po popisu iz leta 2002 | Etnična sestava po popisu iz leta 2002 |
| -------------------------------------- | -------------------------------------- | -------------------------------------- | -------------------------------------- | -------------------------------------- |
| Srbi                                   | Srbi                                   |                                        | 49                                     | 98,0%                                  |
| Hrvati                                 | Hrvati                                 |                                        | 1                                      | 2,0%                                   |
| Neznano                                | Neznano                                |                                        | 0                                      | 0,0%                                   |